# Buk u Přerova
Buk (deutsch Buchen) ist eine Gemeinde in Tschechien. Sie liegt sechs Kilometer nördlich von Přerov und gehört zum Okres Přerov.

## Geographie
Buk befindet sich in den südlichen Ausläufern der Oderberge rechtsseitig über dem Tal der Bečva. Nördlich verläuft das Tal des Ztracený potok. Im Südosten führt die Eisenbahnstrecke von Přerov nach Hranice vorbei, die nächste Bahnstation "Prosenice" liegt anderthalb Kilometer östlich.
Nachbarorte sind Lazníky im Norden, Vicínov im Nordosten, Radvanice, Podolší und Hliníky im Osten, Prosenice und Proseničky im Südosten, Lýsky im Süden, Vinary und Čekyně im Südwesten, Sobíšky im Westen sowie Zábeštní Lhota im Nordwesten.

## Geschichte
Die Ersterwähnung des Ortes erfolgte 1275, als Vlk von Buk in einer Grenzurkunde des Klosters Hradisko als Zeuge aufgeführt wurde. Ein Teil des Dorfes war seit 1374 der Burg Helfštýn untertänig. Seit dem 14. Jahrhundert bestand in Buk eine Feste. 1375 war Franz von Kunowitz Besitzer des Hofes Buk. 1447 verkaufte Boček von Poročice und Drahotuš das Dorf und den Hof Buk an Záviš von Kunčice.
1498 überließ Ulrich von Cimburk Dorf, Hof und Feste an Wilhelm II. von Pernstein. Danach erlosch die Feste. Wilhelms Sohn Johann verkaufte Buk und weitere Dörfer zusammen mit dem Marktflecken Horní Újezd 1548 an Erasmus von Bobolusk auf Veselíčko. Während des Dreißigjährigen Krieges erwarb das polnische Geschlecht Brabanski von Chobrzan den Besitz. Nach zahlreichen Besitzerwechseln wurde Buk 1668 der Herrschaft Rokytnice angeschlossen.
Im Jahre 1784 erfolgte die Errichtung der Pfarre in Velké Prosenice und Buk, das zuvor größtenteils zu Předmostí und mit vier Gehöften zu Osek gepfarrt war, wurde einer deren Pfarrorte. Nach der Aufhebung der Patrimonialherrschaften bildete Buk ab 1850 eine Gemeinde im Bezirk Kroměříž. 1880 erfolgte die Zuordnung zum Bezirk Přerov.
1909 eröffnete eine zweiklassige Dorfschule. Die Bewohner des Dorfes lebten von der Landwirtschaft, daneben wurden in den Hügel der Umgebung Kalkbrüche betrieben. Zwischen 1908 und 1914 bestand eine Zusammenarbeit mit der Organisation "Russkoje Serno" in St. Petersburg, die jedes Jahr junge Leute zum Erwerb landwirtschaftlicher Kenntnisse nach Buk schickte. 1910 besuchte Tomáš Garrigue Masaryk den Ort und führte Gespräche mit den Bauern. Nach dem Zweiten Weltkrieg wurde der Anbau von Hopfen wieder aufgenommen.
Die Gemeinde erhielt nach der Samtenen Revolution ihren 40 ha großen Waldbesitz zurück. Davon mussten jedoch 80 % wegen Borkenkäferbefalls abgeholzt werden. Buk gehört der Mikroregion Pobečví an.

## Gemeindegliederung
Für die Gemeinde Buk sind keine Ortsteile ausgewiesen.

## Sehenswürdigkeiten
- Kapelle St. Urban, errichtet in der Mitte des 18. Jahrhunderts
- Statue des Hl. Johannes von Nepomuk, geschaffen um 1750